# IC 2737
IC 2737 је појединачна звијезда у сазвјежђу Лав која се налази на листи објеката дубоког неба у Индекс каталогу.
Деклинација објекта је + 14° 17' 38" а ректасцензија 11h 21m 8,3s.